# 암피테아
암피테아(Amphithea)는 그리스 신화에 나오는 아우톨리코스의 아내이다. 그녀는 안티클레이아와 폴리메데 자매를 낳았는데, 안티클레이아는 라에르테스와 결혼하여 오디세우스를 낳았으며, 폴리메데는 아이손과 결혼하여 이아손을 낳았다.